# Мондрагоне
О вилле в Лацио см. Вилла Мондрагоне
Мондрагоне (итал. Mondragone) — итальянский город на побережье Тирренского моря, расположенный в 45 км от Неаполя.
В древности этот район населяли аврунки. В 296 г. до н. э. римлянами близ развалин греческого Синопа была основана колония Синуэсса. На рубеже нашей эры Синуэсса процветала как станция на Аппиевой дороге и центр значимого винодельческого района. По сведениям Тацита, именно в Синуэссе умер от яда император Клавдий.
В Мондрагоне сохранилось несколько свидетельств существования античной Синуэссы, включая акведук и мавзолей Торре-дель-Паладино (I в. до н. э.). В 1911 году при возделывании виноградника была сделана сенсационная находка — статуя богини Афродиты IV века до н. э., происходившая, предположительно, с виллы Цицерона. В настоящая время «Венера из Синуэссы» украшает Национальный музей в Неаполе.
После прихода в XI веке норманнов был выстроен «замок дракона», давший городу его нынешнее название. С 1461 по 1806 гг. феодальные властители Мондрагоне носили титул герцогов, хотя сам город оставался частью Неаполитанского королевства. 
Покровительницей города со времён Средневековья считается икона Божией Матери, кормящей младенца-Иисуса  (La Madonna Incaldana, или Madonna del Belvedere, или La Prodigiosa), празднование в первый вторник после Великого понедельника.